# 洛林 (多利納區)
48°52′33″N 23°56′41″E / 48.87583°N 23.94472°E
洛林（烏克蘭語：Лолин），是烏克蘭西部的村莊，隸屬伊萬諾-弗蘭科夫斯克州的卡盧什區。該村始建於1640年，面積75.7平方公里，2001年人口1,075，人口密度每平方公里14.2人。